# Oiseau de paradis (constellation)
Apus
Pour les articles homonymes, voir Oiseau de paradis et APS.
L’Oiseau de Paradis est une constellation méridionale faiblement visible.

## Histoire

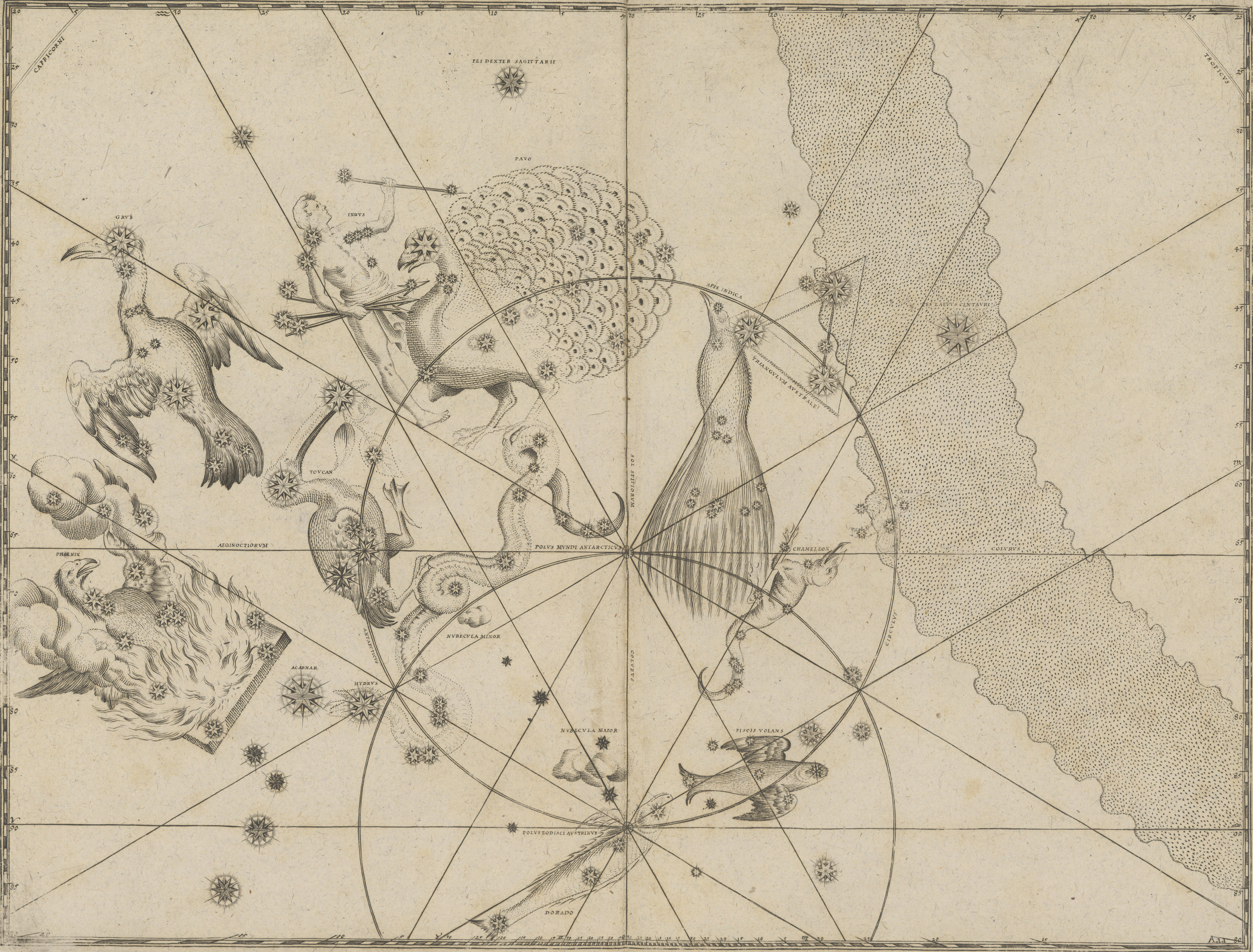

La première référence connue de la constellation de l’Oiseau de paradis est faite dans l’Uranometria de Johann Bayer en 1603, mais il est possible que l’origine du nom remonte aux navigateurs néerlandais Pieter Dirkszoon Keyser et Frederick de Houtman.

## Étoiles principales

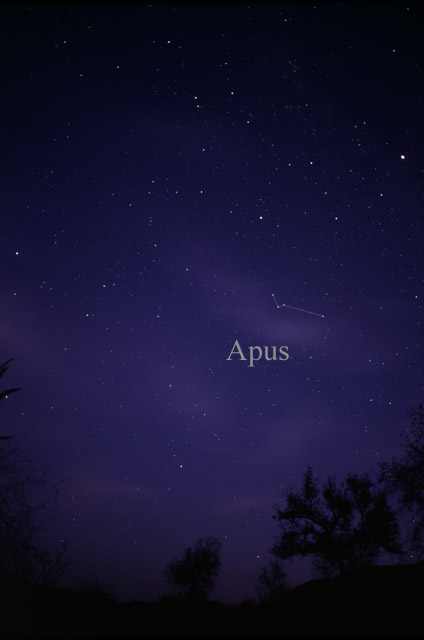
Constellation de l'Oiseau de paradis.

### αApodis
La plus brillante étoile de la constellation de l’Oiseau du Paradis est α Apodis, une géante rouge de magnitude apparente 3,80, distante de 410 années-lumière. Cinq fois plus massive que le Soleil, elle s’étend sur près de la moitié d’une ua.

### Autres étoiles
On distingue peu d’étoiles lumineuses dans cette constellation. γ Apodis a une magnitude de 3,90. Les autres étoiles sont bien moins lumineuses encore.
δ Apodis est une étoile double composée d’une géante rouge et d’une géante orange. κ Apodis est également double.
R Apodis est une géante rouge d'une magnitude de 5,35 et distante de 430 années-lumière. Bien qu'elle se soit vue attribuer une désignation d'étoile variable, elle n'est en fait pas variable.

## Objets célestes
Un amas globulaire y est visible : NGC 6101, distant de 60 000 années-lumière, ainsi que deux galaxies : NGC 5612 et NGC 5799.